# Cinco Saltos
Cinco Saltos es una ciudad argentina situada en la zona frutícola del Alto Valle, en la provincia de Río Negro. La ciudad se encuentra sobre la margen norte del río Neuquén, a escasos kilómetros hacia el oeste de su confluencia con el río Limay, en el noroeste del departamento General Roca. La ciudad es cuna de la actividad frutícola en la región. Además, parte de su ejido urbano corresponde a una península sobre el Lago Pellegrini conocida como Península Ruca-Có, distante 12 km del centro de la ciudad.   
Desde el 2017 la ciudad es sede del Festival Internacional de Cine La Picasa, el cual se celebra en el mes de marzo. El encuentro a logrado, en el correr de sus ediciones, acaparar la atención de nuevos cineastas a nivel regional y nacional. 
También la ciudad celebra la Fiesta Provincia del Agua en el mes de septiembre.  

## Origen del nombre
Al momento de su fundación, la ciudad se llamó Paraje La Picasa. Hay dos versiones sobre su razón, una de ellas por José Segundo Sifuentes que, de acuerdo a lo informado por su padre, se originó de una yegua baguala de color picazo que dirigía una tropilla que pastaba en el Bajo Negro. Dicha manada inicialmente saciaba su sed en los ojos de agua de la Cuenca Vidal (hoy Lago Pellegrini), pero cuando estos fueron poblándose, optaron por ir a la cuenca únicamente cuando se producían aportes esporádicos del río Neuquén durante las crecientes lluvias.
Según el autor de la primera historia de Cinco Saltos, Celestino Luchetti, afirma: «Dicho nombre, según el decir de los viejos pobladores, se debía a que por el lugar que hoy ocupa el establecimiento Incinsa (calle Gral. Paz y ex ruta 151, al lado de la vía) vagaba, juntamente con otros caballos, una yegua baguala de color picazo, la que seguramente nació y quizá murió en ese campo, por lo que debería llamarse «La Picaza», y no «La Picasa».»
El nombre de Cinco Saltos surge de los cinco saltos del canal principal en sus orígenes (ya que en sus inicios el quinto era utilizado para desviar el agua al canal Lucinda). Debido a ello, el ministro del M.O.P.N. Doctor M. Moyano en la presidencia de Victorino de la Plaza designa a la localidad con tal nombre, habiéndose pensado primeramente en Milla Co ("Agua de Oro").

## Historia
Los primeros habitantes fueron los Mapuches , pueblo ancestral de la región que habita hace miles de años en la zona.
Luego de ellos llegaron a estas tierras en 1914 personas de diferentes orígenes. En un comienzo el trazado del pueblo se hizo en la zona ubicada al norte de la vía del ferrocarril, pero en 1918 las inundaciones cubrieron esos lotes y las filtraciones impidieron su posterior edificación. El 16 de septiembre de 1925 se formó la Comisión de Fomento del pueblo.
Durante los primeros años, la ciudad no contaba con atención de salud, salvo médicos itinerantes; recién el 3 de enero de 1960 se inauguró el Hospital Rural de la localidad, con la presencia del entonces gobernador Edgardo Castello.
El crecimiento de la ciudad fue potenciado por la creación de Indupa (planta de producción de soda cáustica, cloro, y monocloruro de vinilo). Esta fábrica mejoró los ingresos de los profesionales y obreros comunes, además facilitó la creación del Colegio Industrial N.º 1 "Dr. Armando Novelli" (Hoy llamado Centro de Educación técnica N.º 5 "Don Jaime Morant"), el mismo con orientación química. Esta fábrica (según lo ratifican varios informes del CODEMA, Concejo de Ecología y Medio Ambiente) ha causado contaminación como consecuencia de un derrame de mercurio sobre algunas zonas de la ciudad, aunque ya en 1992 la empresa se presentó en convocatoria de acreedores, y ya en 1995 cerró sus puertas, causando una gran depresión laboral en la ciudad, y emigración de los trabajadores locales.
Hacia el año 2004, su población comienza a aumentar, gracias al cambio en la exploración y explotación petrolífera, empleando los profesionales de la ciudad, y por otra parte sirviendo como una ciudad de residencia del complejo poblacional Neuquén (capital de la provincia de Neuquén). En el año 2005 se crea el Centro de educación media N.º 114 (Hoy llamado Centro de educación técnica N.º 16) con orientación electrónica en el marco de cambio de la actividad de la zona.

## Actividades Agroindustriales

### Fruticultura
Tras la Campaña del Desierto, el Alto Valle Oeste comenzó una serie de transformaciones socio-económicas vinculadas a la expansión del Estado Nacional Argentino hacia la Patagonia. Entre 1900 y 1940, la economía mutó de actividades dominantemete pecuarias a frutícolas intensivas, de la mano de la llegada del ferrocarril y de las obras de riego. En 1918, la Compañía Ferrocarril del Sud instaló una Chacra Experimental de 24 hectáreas en la localidad (en donde actualmente se encuentra el Club Experimental) para adaptar especies vegetales al clima de la zona. Para ello, la empresa contrató especialistas internacionales e importó frutales de Australia con el objetivo de desarrollar un mercado de frutas que pudiera ser exportado a Buenos Aires a través del Ferrocarril del Sud El primer director de la Chacra Experimental (1918-1923) fue el Ingeniero Juan Barcia Trelles. La manzana y la pera fueron las frutas que mejores rersultados brindaron, y en diez años la producción alcanzó niveles considerables, lo que llevó a la compañía a crear una empresa subsidiaria (Argentina Fruit Distributors S.A.) que instaló los primeros galpones de empaque en Cinco Saltos, así como también en las vecinas localidades de Allen y Cipolletti Entre 1921 y 1923, la Chacra Experimental importaba y cultivaba variedades de manzanos y perales que vendía a fruticultores privados, que luego vendían su producción a Argentina Fruit Distributors S.A. que embalaba y transportaba la fruta a mercados nacionales, y más tarde, internacionales

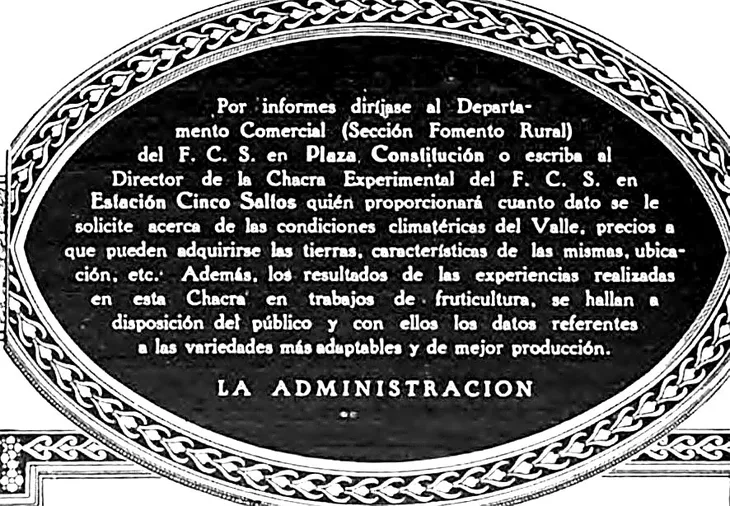
Anuncio de la Administración de la Compañía Ferrocarril del Sud de la instalación de la Chacra Experimental de Cinco Saltos

### Industrias Patagónicas (INDUPA)
Esta fábrica fue la que le dio el aumento poblacional a la ciudad de Cinco Saltos, la mayoría de los cincosaltenses trabajaba ahí, y mucha gente nueva se asentaba en la ciudad gracias a ella. Permitió la creación del primer colegio técnico de la ciudad, en el cual muchos de los mismos profesionales de la fábrica ejercían la docencia.
Desde 1995 la fábrica dejó de funcionar totalmente debido a la grande contaminación que generó, según fuentes oficiales. Se habla de 200 toneladas de carbón activado contaminado con mercurio que la fábrica dejó contaminados debido al tratamiento de sus desechos.
El carbón catalítico (carbón activado contaminado con mercurio) era parte del residuo que se generaba en la planta de electrólisis dentro de la isla.

## Población
El municipio de Cinco Saltos tiene 3 aglomeraciones de población: la aglomeración principal (Cinco Saltos) y 2 barrios rurales. Además existe un porcentaje importante de población dispersa.
Los resultados definitivos del censo 2010 habían arrojaron que el municipio poseía 24 138 habitantes. La tasa de crecimiento demográfico con respecto al censo 2001 es 2,19%, una de las más altas del Alto Valle. En dicho censo el municipio contaba con 19 819 habitantes.
Por su población, Cinco Saltos ocupa el 7.º lugar dentro de la provincia de Río Negro, y el 5° en el Alto Valle
La localidad principal contaba en 2010 con 22,790 habitantes (Indec, 2010), lo que representa un incremento del 28% frente a los 17,739 habitantes (Indec, 2001) del censo anterior.
La población del municipio es 27 596 habitantes y 10 844 viviendas según el censo 2022.
| Gráfica de evolución demográfica de Cinco Saltos entre 1991 y 2022 |
|                                                                    |
| Fuente: Censos nacionales del INDEC                                |

## Concejo Municipal
El Concejo Municipal continuó siendo la figura de gobierno elegida en la reforma de la Carta Orgánica de 1991. El cuerpo legislativo estaba presidido por el concejal de cuyo partido era el más votado en las elecciones y se transformaba entonces en el presidente del Concejo, haciendo la tarea de un Intendente. La Carta Orgánica le atribuía al Concejo tareas legislativas y ejecutivas.
| Años de servicio | Nombre de mandatario/a | Profesión             | Denominación           | Partido Político      |
| ---------------- | ---------------------- | --------------------- | ---------------------- | --------------------- |
| 1983 - 1985      | Herberto Montenegro    |                       | Presidente del Concejo | UCR                   |
| 1985 - 1987      | Carlos Pedro Becher    | Ingeniero Agrónomo    | Presidente del Concejo | UCR                   |
| 1987 - 1989      | Silvia Jáñez           | Abogada               | Presidente del Concejo | Partido Justicialista |
| 1989 - 1991      | Carlos Pedro Becher    | Ingeniero Agrónomo    | Presidente del Concejo | UCR                   |
| 1991 - 1995      | Carlos Pedro Becher    | Ingeniero Agrónomo    | Presidente del Concejo | UCR                   |
| 1995 - 1999      | Juan "Juanito" Molina  | Bioquímico            | Presidente del Concejo | UCR                   |
| 1999 - 2003      | Carlos Pedro Becher    | Ingeniero Agrónomo    | Presidente del Concejo | UCR                   |
| 2003 - 2007      | Ignacio del Mazo       | Médico                | Presidente del Concejo | Partido Justicialista |
| 2007 - 2011      | Patricia Etcheverry    | Maestra - Comerciante | Presidenta del Concejo | Recrear               |

La misma Carta Orgánica sugería que al llegar a los 50.000 habitantes, la ciudad debería someterse a una consulta popular para votar por una nueva forma de gobierno o continuar con la del Concejo Municipal. Sin embargo, en el año 2011 la entonces Presidenta del Concejo, Patricia Etcheverry decidió modificar la Carta Orgánica, debido a las dificultades que suponía gobernar con un Concejo muy fragmentado.

## Intendentes electos desde modificación de Carta Orgánica (2011)

### Listado de Intendentes electos
En el año 2011 se modificó la Carta Orgánica municipal creando la figura de Intendente (Poder Ejecutivo) separándolo del Concejo Deliberante ahora constituido como el Poder Legislativo de la Ciudad.
| Mandato     | Nombre de mandatario/a | Profesión          | Denominación | Partido Político              |
| ----------- | ---------------------- | ------------------ | ------------ | ----------------------------- |
| 2011- 2015  | Liliana Edith Alvarado | Abogada            | Intendenta   | Frente Grande                 |
| 2015 - 2019 | Germán Epul            | Contador público   | Intendente   | JSRN (Juntos somos Río Negro) |
| 2019 - 2023 | Liliana Edith Alvarado | Abogada            | Intendenta   | Frente Grande                 |
| 2023 - 2027 | Enrique "Quique" Rossi | Empleado Petrolero | Intendente   | Avancemos Cinco Saltos        |

### Elecciones municipales (desde 2011)

#### Período 2011-2015
Tras la reforma de la Carta Orgánica Municipal, el 4 de septiembre de 2011 se celebraron las primeras elecciones en las que los ciudadanos de la ciudad eligieron Intendente/a Municipal separado de los 7 miembros del Concejo Deliberante (Presidente/a y concejales). La reforma permitió que se pueda votar por un candidato a Intendente (ejecutivo) y cortar boleta para la categoría Concejales Municipales (legislativo). Al momento de la elección, se oficializaron 7 listas que competían para la intendencia municipal y 6 listas para el Concejo y Tribunal de Cuentas.  El padrón electoral conataba con alrededor de 15000 electores habilitados, marcando una relación de 1 candidato/a cada 2142 electores. La Junta Electoral estuvo integrada por Juan Barberán, Hugo Cigoi y Yolanda.  
| Candidato/a Intendente/a | Candidato Presidente/a Concejo Municipal | Partido/Alianza                        |
| ------------------------ | ---------------------------------------- | -------------------------------------- |
| Liliana Alvarado         | Vicente Serer                            | Frente Grande                          |
| Jorge "Ruso" López       | Roberto Omer Ocampo                      | Concertación para el Desarrollo        |
| Patricia Etcheverry      | Alejandra Rossi                          | Partido Provincial Rionegrino          |
| Adriana Pasta            | Federico Witkowski                       | Partido Unidos por Cinco Saltos (PUCS) |
| Andrés Cascallares       | Germán Epul                              | Partido Justicialista                  |
| Alberto Muñoz            |                                          | MOVIN                                  |
| Julio Giménez            |                                          | Coalición Cívica - ARI                 |
| Sin candidato            | José "Pincho" Chandía                    | Partido Comunista                      |

Durante la campaña electoral, Andrés Cascallares contaba con el apoyo del candidato a gobernador de la Provincia de Río Negro, Carlos Soria, mientras que Alvarado fue respaldada por el entonces candidato a vicegobernador Alberto Weretilneck.  Tres semanas más tarde, la fórmula Soria-Weretilneck arrasó en las elecciones para la gobernación por sobre el binomio César Barbeito-Julio Arriaga (Concertación para el Desarrollo), quienes habían apoyado a Jorge "Ruso" López en su candidatura a Intendente.

##### Resultados
En esa elección, Liliana Alvarado, representante del Frente Grande fue electa Intendenta Municipal con el 27,5% de los votos totales.El segundo lugar en la categoría Intendente fue para el representante de la Alianza Concertación para el Desarrollo (liderada por la Unión Cívica Radical), Jorge López, y en tercer lugar quedó la entonces Presidenta del Concejo Municipal, Patricia Etcheverry. En la elección legislativa, la Alianza Concertación para el Desarrollo quedó en primer lugar, siendo Roberto Omer Ocampo electo presidente del Concejo. 
| Candidato/a          | Porcentaje de votos | Partido/Alianza                 |
| -------------------- | ------------------- | ------------------------------- |
| Liliana Alvarado     | 27,5%               | Frente Grande                   |
| Jorge López          | 26%                 | Concertación para el Desarrollo |
| Patricia Etcheverrry | 18,8%               | Partido Provincial Rionegrino   |
| Andrés Cascallares   | 14,3%               | Partido Justicialista           |

| Candidato/a Presidente/a | Porcentaje de votos | Partido/Alianza                 | Cantidad de Concejales Electos              |
| ------------------------ | ------------------- | ------------------------------- | ------------------------------------------- |
| Roberto Omer Ocampo      |                     | Concertación para el Desarrollo | 2 (Roberto Ocampo y Patricia Claudia Pérez) |
| Vicente Serer            |                     | Frente Grande                   | 2 (Vicente Serer y Rosana Melo)             |
| Alejandra Rossi          |                     | Partido Provincial Rionegrino   | 1 (Alejandra Rossi)                         |
| Germán Epul              |                     | Partido Justicialista           | 1 (Germán Epul)                             |
| José "Pincho" Chandia    |                     | Partido Comunista               | 1 (José "Pincho" Chandia)                   |

Asimismo, fueron elegidos como integrantes del Tribunal de Cuentas, Gonzalo Nicolás Zárate, Néstor Edgardo Capua y Marcela Sánchez. 

#### Período 2015-219
Las elecciones se celebraron el 3 de mayo de 2015. Para ese entonces, el padrón electoral estaba constituido por 17410 ciudadanos en condiciones de sufragar y 4 candidatos/as a la intendencia, una relación de 1 candidato cada 4352 electores.
| Candidato/a Intendente/a | Candidato Presidente/a Concejo Municipal | Partido/Alianza         |
| ------------------------ | ---------------------------------------- | ----------------------- |
| Liliana Alvarado         |                                          | Frente para la Victoria |
| Germán Epul              |                                          | Juntos Somos Río Negro  |
| Hernán Cáceres           |                                          | Unión Cívica Radical    |
| Martín Palumbo           |                                          | Frente Progresista      |

#### Período 2019-2023
Las elecciones se celebraron el 29 de septiembre de 2019. Para ese entonces, el padrón electoral contaba con 20110 ciudadanos en condiciones de votar (más 62 extranjeros) y 7 candidatos/as a la intendencia, una relación de 1 candidato cada 2882 electores. Las elecciones se celebraron en siete establecimientos educativos donde hubo 58 meses habilitadas.
| Candidato/a Intendente/a | Candidato Presidente/a Concejo Municipal | Partido/Alianza        |
| ------------------------ | ---------------------------------------- | ---------------------- |
| Germán Epul              | Hernán Cáceres                           | Unión Cívica Radical   |
| Liliana Alvarado         |                                          | Frente Grande          |
| Miguel Vidal             |                                          | Juntos Somos Río Negro |
| Lucas Molina             | Néstor Centeno                           | Partido Justicialista  |
| Jorge "Cui" López        |                                          | PRO                    |
| Enrique "Quique" Rossi   | Daniel Barrera                           | Avancemos Cinco Saltos |
| Juan Zapata              | Miguel Ángel Opazo                       | PSOL                   |

#### Período 2023-2027
Las elecciones se celebraron el 11 de junio de 2023. El padrón electoral contaba con 21.443 electores habilitados y 10 candidatos/as a la intendencia, una relación de 1 candidato cada 2144 electores.
| Candidato/a Intendente/a | Candidato Presidente/a Concejo Municipal | Partido/Alianza                    |
| ------------------------ | ---------------------------------------- | ---------------------------------- |
| Liliana Alvarado         | Mirta Almanza                            | Alianza Nos Une Río Negro          |
| Hernán Cáceres           | Graciela Moreno                          | Cambia Cinco Saltos                |
| María Elena Vogel        | Celeste Mac Aullife                      | Juntos Somos Río Negro             |
| Miguel Vidal             | Jorge "Cui" López                        | Partido Socialista                 |
| Norberto Soto            | Patricia Claudia Pérez                   | Unión Cívica Radical               |
| Enrique Rossi            | María Paz "Pachi" García                 | Avancemos Cinco Saltos             |
| Martín Palumbo           | Rocío Uriz                               | Alianza Vamos con Todos            |
| Juan Zapata              | Miguel Ángel Opazo                       | PSOL                               |
| Silvina Rueda Gastiazoro | Leonardo Romaniello                      | Nueva Generación                   |
| Laura Ximena Iturbide    | Eugenia María Nicola                     | Movimiento de Apertura Democrática |

## Gobiernos Municipales

### Germán Epul (2015 - 2019)
Germán Epul fue elegido concejal municipal por el Partido Justicialista en las elecciones de 2011 en la lista que encabezaba Ignacio del Mazo para ser reelecto Presidente del Concejo. Sin embargo, tras la derrota de este frente a Liliana Alvarado, la figura de Epul se fue consolidando en el Concejo Municipal como un concejal crítico de la gestión de Alvarado. Tras algunas desavenencias en el armado de las listas, Epul decidió ser candidato a Intendente por el partido Juntos Somos Río Negro (JSRN) recientemente fundado por el entonces Gobernador Alberto Weretilneck. De la mano de éste, y con apoyo de Patricia Etcheverry y otros, alcanzó la intendencia municipal. Durante su gobierno, mostró simpatía por el presidente Mauricio Macri de la mano del entonces diputado nacional por el PRO, Sergio Wisky. Tras cuatro años de mandato, Epul sería candidato a la reelección, pero en este caso encabezando la lista de la UCR, donde sería derrotado por Liliana Alvarado.En junio de 2023, se impuso en las elecciones municipales, el candidato del partido local Avancemos Cinco Saltos, Enrique Eduardo "Quique" Rossi, asumiendo el Gobierno Municipal desde diciembre del año 2023.

## Actividades turísticas

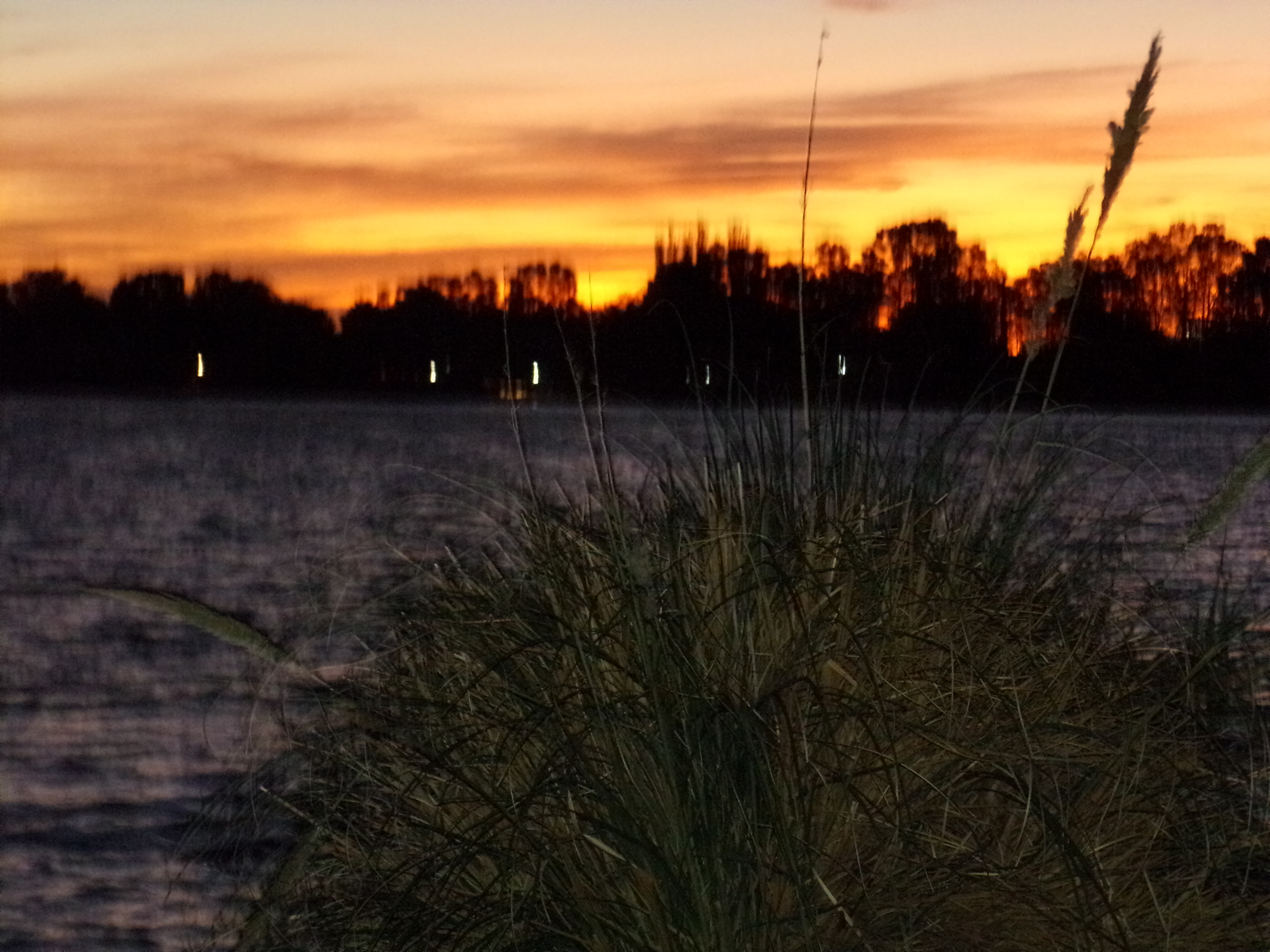
Vista del Lago Pellegrini

En el territorio aledaño a la ciudad se encuentra el Lago Pellegrini, un lago artificial ubicado área de depresión natural llamada Cuenca Vidal. Sobre el margen sudoeste del lago, se desarrolla una península ubicada a 270 msnm, donde se ha desarrollado un ejido urbano de casas mayormente de fin de semana, conocido como "Península Ruca Có". La península es un espacio turístico concurrido de la región, con celebraciones durante la temporada de verano como la Fiesta Provincial del Agua.

## Actividades Culturales

Logo 5ta Edición del Festival de Cine La Picasa (FICILP)

El 29 de abril de 2009 se completó en la localidad la llamada Tarta de manzanas más larga del mundo, con una longitud total de 201 metros. La iniciativa tuvo como objetivo destacar la producción local de manzanas y frutas, postulando a la ciudad como "productora por excelencia de la provincia". El evento se realizó a beneficio del cuartel de Bomberos Voluntarios local, y fue pensado por el chef local Córdoba con ayuda del pastelero Osvaldo Gross. En 2010, segundo año consecutivo, la tarta volvió a ser realizada, esta vez midiendo 258 metros de largo, incluyendo una sección de 10 metros hecha con ingredientes aptos para celíacos. En 2011, voluntarios de Cinco Saltos se reunieron para elaborar la tarta en el barrio de Flores, Buenos Aires, siendo la primera vez que su confección fue llevada a cabo fuera de su ciudad de origen.
La ciudad es sede de la Fiesta Nacional de la Fruticultura y de la Fiesta Provincial del Agua, en el Lago Pellegrini. La Fiesta del Agua se organiza en la localidad desde 1976, durante los primeros días de febrero con el objetivo de homenajear al agua como recurso vital del valle. Es un acontecimiento que tanto habitantes de la zona como turistas aprovechan para recorrer y pasar el día a orillas del lago y en la Península.
Asimismo, desde el 2018 la ciudad es sede del Festival Internacional de Cine "La Picasa" (FICILP).

## Deportes
La ciudad tiene una larga historia deportiva, mayormente ligada al fútbol, básquet, automovilismo, motociclismo, judo, taekwondo, Rugby y, más recientemente, atletismo. El principal club deportivo de la ciudad es el Club Atlético Cinco Saltos (CACS), donde durante muchos años se practicaron diferentes deportes al más alto nivel. De allí surgieron grandes figuras como el futbolista Pablo Agustín Comelles entre los más destacados. Otros clubes con actividad mayormente futbolítistica son la Asociación Deportiva Saltense, Club Experimental y Club Maracacinho.
Además del fútbol, la ciudad ha sido y es cuna de destacado deportistas de alto nivel, como el atleta paralímpico Hernán Urra, el motociclista Martín Solorza, y el automovilista Daniel Nefa.

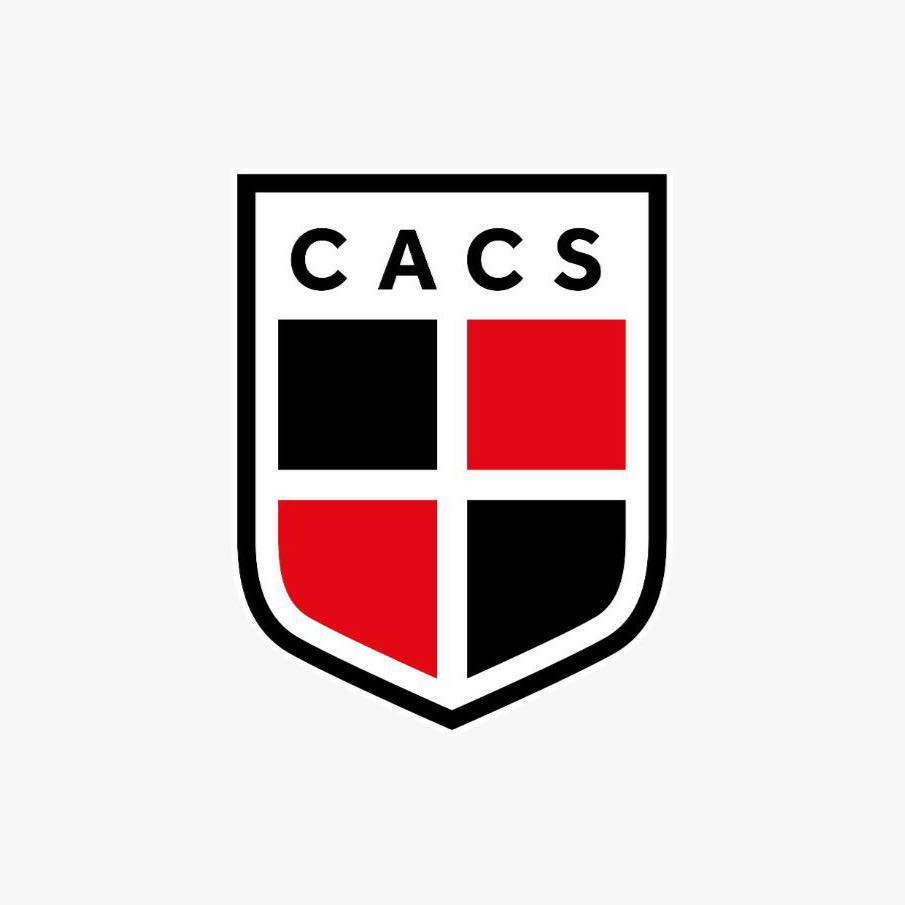
Escudo del Club Atlético Cinco Saltos

### Club Atlético Cinco Saltos
El Club Atlético Cinco Saltos fue fundado el 15 de marzo de 1932 con el nombre de "Cinco Saltos Foot Ball Club", cambiándose su nombre al actual en el 13 de septiembre de 1934. Su primer presidente fue Mariano Viecens. Los colores del club son el rojo, negro y blanco, lo que le ha valido el apodo de "Tricolor". La sede del club se encuentra en Avenida Rivadavia 158. El club tiene una destacada historia en judo a nivel nacional, básquet a nivel regional y nacional, y fútbol regional, disputando los clásico "Torneos de Galpones" y la Liga Deportiva Confluencia. En el año 1990 se consagró campeón de la Liga Deportiva Confluencia, siendo este el único título regional de la institución.

## Personalidades destacadas

Hernán Urra tras ganar la medalla de plata en Lanzamiento de Bala F35 en los Juegos Paralímpicos de París 2024. ENARD.

## Esoterismo
La localidad es también conocida como "la ciudad de las brujas" debido a sus supuestos informes de brujería en la zona. En un ranking mundial sobre cuestiones esotéricas, se la ha reconocido como una de las ciudades con más brujería del mundo. En el año 2017, a partir de un video casero se inició una investigación en el cementerio local debido a la aparición dentro de una fosa de un cuerpo momificado de una niña de unos 10 años de edad al momento de su muerte. Sin embargo, a este hecho no se le ha encontrado ninguna vinculación con el esoterismo.

## Parroquias de la Iglesia católica en Cinco Saltos
| Parroquia | San Juan Bosco                       |
| Parroquia | Maria Madre de Dios y de los Hombres |